# Vörös
Vörös je priimek več oseb:
- Britta Bilač (roj. Vörös),  nemško-slovenska atletinja
- Géza Vörös, madžarski general
- János Vörös, madžarski general
- Ladislav Vörös, slovenski skladatelj, etnomuzikolog, pedagog in glasbeni esejist
- Sebastjan Vörös, slovenski filozof